# Charles de Monchy d’Hocquincourt
Charles de Monchy d’Hocquincourt (ur. 1599, zm. 13 czerwca 1658 w Dunkierce) – francuski arystokrata, marszałek Francji.
Charles de Monchy pochodził ze starego rodu pikardyjskiego, był oficerem w służbie Ludwika XIII i Ludwika XIV.
Zasłużył się w wielu kampaniach przeciw Hiszpanom (La Marfée, Ville-Franche, Lérida). Marszałkiem polnym został w 1639, a marszałkiem Francji w 1651 roku. W 1650 roku dowodził lewym skrzydłem pod Rethel, gdzie armia dowodzona przez Henriego de Turenne poniosła porażkę. W 1652 roku został pobity pod Bléneau przez Kondeusza, który walczył po stronie hiszpańskiej. Wysłany w 1653 roku do Katalonii, oblegał Gironę, następnie brał udział w odsieczy Arras, ale nie zdołał powstrzymać działań Kondeusza.
W 1655 roku przeszedł na stronę Hiszpanów, otrzymał wówczas zadanie obrony Dunkierki. W tym też mieście zginął 13 czerwca 1658 roku.
7 listopada 1628 roku poślubił Eléonore d’Estampes (1607–1679), miał z nią ośmioro dzieci.